# Walther Jansen
Walther Jansen (* 27. Oktober 1897 in Breslau; † 5. November 1959 in Hamburg; Fahrtenname: Michael) war Bundesvogt des Deutschen Pfadfinderbundes (DPB).

## Leben und Wirken
Jansen war einer der bedeutendsten Führer der Deutschen Pfadfinderbewegung. Er kam 1908 zum ersten Mal mit der Jugendbewegung in Kontakt. 1914 ging er als Kriegsfreiwilliger an die Westfront, wo er an der Schlacht von Langemarck teilnahm. 1915 krankheitshalber und aufgrund seiner Jugend ausgemustert, nahm er 1917/18 erneut am Krieg teil. 1918 machte er das Abitur am Maria-Magdalenen-Gymnasium in Breslau, danach fand er eine Anstellung in der väterlichen Dentistenpraxis. Ab 1921 war er als freier Schriftsteller und Lektor tätig.
1922 wurde er Mitglied und später Führer des Neudeutschen Pfadfinderbundes (mit Rudolf Jürgens- „Rulf“), der sich den Idealen der Bündischen Jugend verbunden fühlte, in Abgrenzung vom Scoutismus der Pfadfinderbünde, die den Prinzipien der Pfadfinderbewegung von Robert Baden-Powell folgten. 1933 wurde Walther Jansen (Michael) Reichsvogt der 1932 aus dem Zusammenschluss des Neudeutschen Pfadfinderbundes, des Deutschen Späherbundes, des Bundes der Reichspfadfinder und der Ringgemeinschaft Deutscher Pfadfinder gebildeten Reichsschaft Deutscher Pfadfinder.
Nach dem Verbot der anderen Pfadfinderbünde durch die Gestapo im Zuge der Gleichschaltung der Verbände, gelang es Walther Jansen zusammen mit den beiden Pfadfinderführern Eberhard Plewe und Rudolf Jürgens ein Verbot der Reichsschaft Deutscher Pfadfinder bis zum Juni 1934 hinauszuzögern.
Von 1936 bis 1938 war Jansen als Gestapo-Agent (V-Mann) in Holland und Belgien tätig. Seine Aufgabe in den Niederlanden und Belgien war, deutsche Emigranten auszuspähen und der Gestapo zu melden. Gleichzeitig verhalf er Verfolgten zur Flucht über die deutsch-niederländische Grenze. 1938 fiel er in Belgien wegen Führens von falschen Namen der Polizei auf, wurde festgenommen und nach Deutschland abgeschoben. Hier wurde er kurzzeitig von der Gestapo in Haft genommen. Nach seiner Freilassung bekam er eine Anstellung im Auswärtigen Amt, wo er ein Presse- und Nachrichtenarchiv aufbaute. Ob diese Anstellung auf Vermittlung des Diplomaten Werner Otto von Hentigs, zu dem Jansen sehr enge Verbindungen pflegte, zustande kam oder auf Anweisung der Gestapo, ist ungeklärt. Um Walther Jansen hatte sich nach Aussage von Dr. Melchers schon seit 1940 eine Widerstandsgruppe von sechs bis acht kompromisslosen NS-Gegnern gebildet. Zu diesen zählten unter anderen der Orientalist Hans Schlobies. Diese drei sahen sich täglich. Auch Eberhard Plewe gehörte zu dem Kreis. In welchem Umfang die Gruppe Jansen mit dem Attentat auf Hitler am 20. Juli 1944 in Verbindung stand, ist nichts bekannt. Jansen war nach dem 20. Juli nicht wegen einer Teilnahme an dem Attentat verhaftet worden, sondern aufgrund von „defaitistischen Äußerungen“ gegen das Regime. Hermann Brill war daran nicht beteiligt, sondern nur Berichterstatter. Jansen wurde in das KZ Sachsenhausen deportiert. In der Folge machte Jansen im April 1945 den Todesmarsch des KZ Sachsenhausens nach Wittstock mit und wurde schließlich von der Roten Armee befreit.
In Berlin wurde er unter Verschweigen seiner NSDAP-Mitgliedschaft als Verfolgter des NS-Regimes anerkannt. Er gründete 1945 mit Eberhard Plewe und anderen Überlebenden der Pfadfinderbewegung den Deutschen Pfadfinderbund (DPB) neu, der bis heute als interkonfessioneller, bündischer Pfadfinderbund besteht und dem er als Bundesvogt bis zu seinem Tode 1959 vorstand.
1947 wurde Jansen von der britischen Besatzungsmacht verhaftet und ins Internment Camp Eselheide bei Paderborn verbracht, von dort jedoch bald wieder entlassen. Von 1945 bis 1952 arbeitete Jansen, als Opfer des Faschismus anerkannt, im Kaiser-Wilhelm-Institut (heute: Max-Planck-Institut) für Völkerrecht in Berlin als wissenschaftlicher Assistent. 1952 kehrte er ins Auswärtige Amt zurück, wo er die Presseabteilung leitete. 1956 wurde er zum Legationsrat 1. Klasse ernannt.
Er starb 1959 in Hamburg.

## Werke (Auswahl)
- Am Sonnwendfeuer: Symbolik und Volksbrauch gespiegelt in Feuerspruch, Spiel und Dichtung. [1. Auflage]. Verlag E. Bloch, Berlin [19]34.
- Laßt weit die Fahnen wehen: Werte vom Sinn der Fahne. [1. Auflage]. Verlag E. Bloch, Berlin [19]35.
- Fahnen und Fahrten: Soldaten-Gedichte. [1. Auflage]. Verlag E. Bloch, Berlin [19]36.
- Der Hammeldieb: Schelmenspiel in 1 Bild. [1. Auflage]. Verlag E. Bloch, Berlin [19]37.
  - Der Hammeldieb: Schelmenspiel nach d. Französischen. 3. Auflage. Verlag Bloch, Berlin; Wiesbaden [1950].
- Der verhinderte Doppelmord oder das rechtzeitige Eingreifen des Eremiten: Ritterschauspiel mit Hindernissen. [1. Auflage]. Verlag E. Bloch, Berlin [19]38.
- Mit L. Streckenbach: Deutschland, Mutterland: Ein Grenzmarkspiel. 2., veränderte Auflage. Verlag E. Bloch, Berlin [19]39
- Deutscher Pfadfinderspiegel/von Michael. 3. Auflage. Deutscher Pfadfinderbund, Bundesamt, Krefeld 1988.